# Kölner Haie

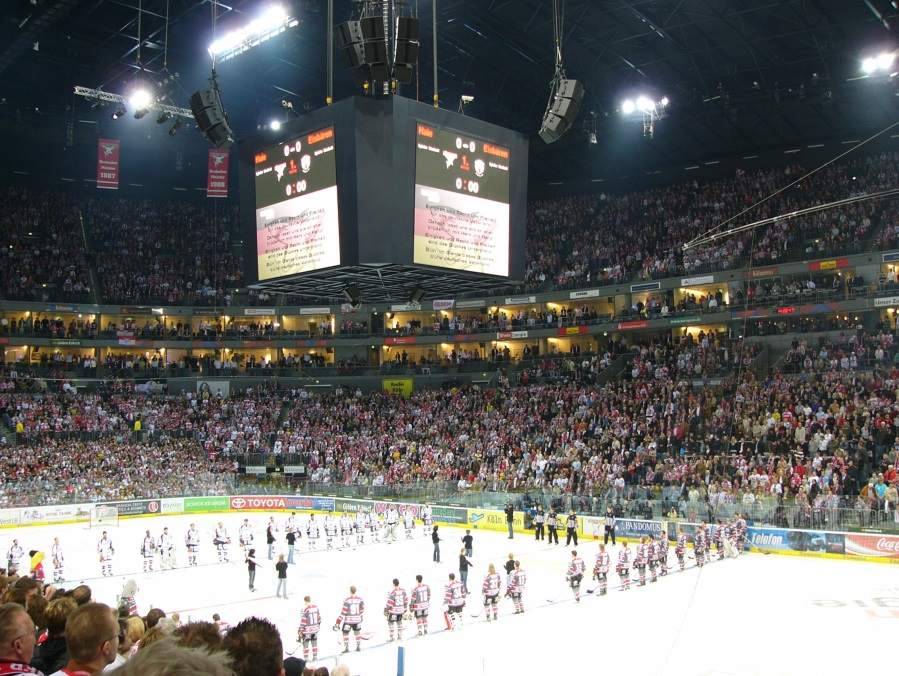
Kölner Haie möter Eisbären Berlin i finalserien säsongen 2007/2008.

Kölner Haie (Kölner EC) är en ishockeyklubb från Köln i Tyskland. Klubben spelar sina hemmamatcher i Kölnarena.
Kölner Haie skapades 1972 då ishockeysektionen bröt sig ur från Kölner EK. 1994 var man med och grundade den tyska ishockeyligan DEL. Man har sedan 1973 spelat i den tyska högstaligan och har blivit mästare åtta gånger. 

## Kända spelare
- Patrik Carnbäck
- Ivan Ciernik
- Tomas Forslund
- Rikard Franzén
- Anders Huusko
- Udo Kiessling
- Uwe Krupp
- Erich Kühnhackl
- Kjell-Rune Milton
- Hardy Nilsson
- Jeremy Roenick
- Daniel Rudslätt
- Johan Åkerman
- Jozef Stümpel
- Ray Whitney
- Douglas Murray